# Jatiwangi (Pakenjeng)
Jatiwangi is een bestuurslaag in het regentschap Garut van de provincie West-Java, Indonesië. Jatiwangi telt 7277 inwoners (volkstelling 2010).